# Điện ảnh Trung Quốc
Điện ảnh Trung Quốc hay phim điện ảnh Trung Quốc (tức phim lẻ Trung Quốc) tính cho đến trước năm 1949 là nền văn hóa và công nghiệp điện ảnh nói tiếng Hoa của Trung Quốc đại lục, Hồng Kông và Đài Loan. Kể từ năm 1949, điện ảnh Trung Quốc được hiểu là nền điện ảnh của Đại lục do Đảng Cộng sản Trung Quốc nắm quyền, nó tồn tại song song cùng ba nền điện ảnh nói tiếng Hoa khác là điện ảnh Singapore, điện ảnh Hồng Kông và điện ảnh Đài Loan.
Sau một thời gian dài phát triển chậm chạp vì những biến cố chính trị, hiện nay cũng giống như nền kinh tế Trung Quốc, điện ảnh Trung Quốc cũng đang bùng nổ mạnh mẽ và trở thành một cường quốc điện ảnh ở khu vực châu Á.
Khác với điện ảnh Hồng Kông vốn sử dụng tiếng Quảng Đông là bản ngữ chính, các bộ phim của CHND Trung Hoa và Đài Loan đều là những bộ phim sử dụng tiếng Quan Thoại.

## Lịch sử

### 1896-1945: Giai đoạn khởi đầu

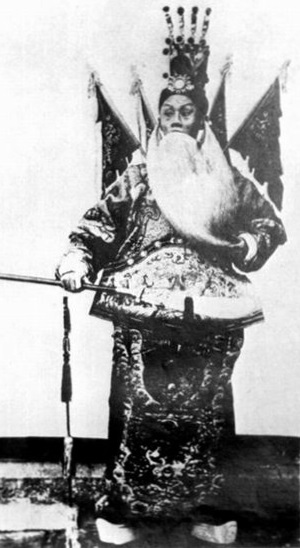
Định Quân Sơn, bộ "phim" đầu tiên của điện ảnh tiếng Hoa

Kỹ thuật điện ảnh đến với Trung Quốc khá sớm, những thước phim đầu tiên được quay ở Trung Quốc là tại Thượng Hải ngày 11 tháng 8 năm 1896. Bộ "phim" đầu tiên, Định Quân Sơn (定军山), một vở kinh kịch quay lại bằng kỹ thuật điện ảnh, được thực hiện tháng 11 năm 1905. Trong giai đoạn đầu này, phần lớn các công ty làm phim nằm trong tay những người phương Tây, mãi đến năm 1916 nền điện ảnh nội địa của Trung Quốc mới thực sự hình thành với các hãng phim tập trung ở Thượng Hải, trung tâm công nghiệp và là thành phố lớn nhất của vùng Viễn Đông châu Á. Trong số các hãng phim mới ra đời này đáng chú ý có Công ty điện ảnh Minh Tinh (明星) và Công ty Điện ảnh Thiên Nhất ̣̣(天一), tiền thân của hãng phim Thiệu Thị (邵氏) nổi tiếng sau này. Minh Tinh chính là hãng phim đã sản xuất Lao công chi ái tình (劳工之爱情, 1922), bộ phim điện ảnh cổ nhất của điện ảnh tiếng Hoa còn lưu giữ đến ngày nay.
Phải chờ đến thập niên 1930 nền điện ảnh nói tiếng Hoa mới thực sự khởi sắc với trào lưu nghệ thuật cấp tiến của những người cánh tả, tiêu biểu là các bộ phim Xuân tằm (春蠶, 1933, dựa theo tiểu thuyết của Mao Thuẫn), Đại lộ (大路, 1935, một tác phẩm của đạo diễn Tôn Du) hay Thần nữ (神女, 1934, do Ngô Vĩnh Cương đạo diễn). Các bộ phim theo trào lưu cấp tiến này đã mang lại màu sắc mới cho điện ảnh Trung Quốc khi khắc họa rõ nét sự xung đột tầng lớp trong giai đoạn chuyển đổi chính trị từ phong kiến sang cộng hòa, đồng thời đề cập trực tiếp đến cuộc sống đời thường, như một gia đình nuôi tằm trong Xuân tằm hay nghề mại dâm trong Thần nữ. Với những thành công của các bộ phim mang đề tài xã hội này, thập niên 1930 có thể coi là giai đoạn hoàng kim đầu tiên của điện ảnh tiếng Hoa. Đây cũng là giai đoạn chứng kiến sự ra đời lớp diễn viên điện ảnh nói tiếng Hoa nổi tiếng đầu tiên với các ngôi sao điện ảnh như Nguyễn Linh Ngọc, Chu Tuyền hay Triệu Đan.
Năm 1937, Chiến tranh Trung-Nhật bùng nổ, trung tâm điện ảnh Thượng Hải rơi vào tay quân đội Nhật và giai đoạn hoàng kim đầu tiên của điện ảnh tiếng Hoa chấm dứt. Hầu như tất cả các hãng phim lớn (trừ hãng Tân Hoa) đóng cửa cơ sở tại Thượng Hải và rất nhiều nhà làm phim phải chạy khỏi thành phố này để đến lánh nạn ở Hồng Kông hoặc Trùng Khánh. Tuy vậy một số nhà điện ảnh vẫn ở lại các khu tô giới của người nước ngoài ở Thượng Hải để tiếp tục thực hiện các tác phẩm mới. Đáng chú ý đạo diễn Bốc Vạn Thương đã cho ra đời bộ phim Mộc Lan tòng quân (木兰从军, 1939) lấy từ điển tích Mộc Lan tòng quân chống ngoại xâm để kêu gọi lòng yêu nước ngay giữa Thượng Hải bị chiếm đóng. Ngày 7 tháng 12 năm 1941, sau khi Chiến tranh thế giới thứ hai chính thức bùng nổ giữa phe Trục và phe Đồng Minh, các khu tô giới bị quân Nhật tịch thu nốt và việc làm phim của các nhà điện ảnh cấp tiến ở Thượng Hải phải ngừng lại. Điện ảnh ở Đại lục thời gian này gần như chỉ có hãng Mãn Châu Quốc (株式會社滿洲映畫協會) là hoạt động với những bộ phim gây nhiều tranh cãi vì chịu ảnh hưởng của chính quyền Nhật hoàng.

### Cuối thập niên 1940: Giai đoạn hoàng kim thứ hai
Sau khi quân Nhật đầu hàng năm 1945, ngành công nghiệp điện ảnh Trung Quốc, đặc biệt là ở Thượng Hải nhanh chóng phục hồi. Nhiều hãng phim mới được thành lập, còn Tân Hoa, hãng phim đã ở lại Thượng Hải trong giai đoạn chiếm đóng, trở thành công ty có quyền lực bậc nhất của cả nền điện ảnh tiếng Hoa. Năm 1946, đạo diễn nổi tiếng Thái Sở Sinh trở về từ Hồng Kông đã tái lập hãng phim Liên Hoa, sau đổi tên thành Côn Luân, một trong các hãng phim quan trọng nhất của điện ảnh Trung Quốc với nhiều bộ phim đáng nhớ như Nhất giang xuân thủy hướng đông lưu (一江春水向東流, 1947) hay Ô nha dữ ma tước (烏鴉与麻雀, 1949). Những bộ phim này đều tiếp tục với xu hướng thiên tả và thể hiện sự không đồng tình với chính sách đàn áp của Quốc Dân Đảng Trung Quốc do Tưởng Giới Thạch đứng đầu.
Cùng lúc này, một số hãng phim khác như hãng Văn hóa lại tách khỏi trào lưu cấp tiến để phát triển các bộ phim chính kịch riêng. Tác phẩm đáng nhớ nhất theo hướng đi này có lẽ là Tiểu thành chi xuân (小城之春, 1948), bộ phim sau này đứng đầu trong danh sách Phim tiếng Hoa hay nhất nhân kỉ niệm 100 năm ngày ra đời điện ảnh Trung Quốc.

### Thập niên 1950 và 1960: Sự hình thành của điện ảnh xã hội chủ nghĩa
Sau chiến thắng của quân đội Cộng sản trước quân Quốc Dân Đảng năm 1949, điện ảnh tiếng Hoa chứng kiến bước ngoặt quan trọng khi nó bị tách thành 3 nền điện ảnh gần như riêng biệt, điện ảnh xã hội chủ nghĩa của Trung Quốc đại lục, điện ảnh Đài Loan và điện ảnh Hồng Kông. Từ năm 1951, toàn bộ các bộ phim sản xuất trước 1949, các phim Hồng Kông và phim Hollywood bị cấm tại Đại Lục, thay vào đó là các bộ phim tuyên truyền hoặc có đề tài tập trung vào giai cấp nông dân, công nhân và quân đội. Công ty phim đầu tiên của nhà nước Trung Quốc mới, hãng Trường Xuân (长春) được thành lập năm 1950.
Điểm đáng chú ý trong giai đoạn này là sự gia tăng đáng kể của số lượng người dân đến với điện ảnh, lượng khán giả từ 47 triệu người năm 1949 tăng đến 415 triệu người năm 1959. Trong vòng 17 năm kể từ ngày thành lập nhà nước mới đến khi Cách mạng văn hóa bùng nổ, đã có tổng cộng 603 bộ phim và 8342 cuộn phim tài liệu và thời sự được thực hiện, trong đó đa phần là các phim tuyên truyền. Nếu như trước năm 1949, phần lớn các nhà điện ảnh Trung Quốc học hỏi kinh nghiệm và kĩ thuật từ điện ảnh Mỹ thì sau khi thành lập nhà nước Xã hội chủ nghĩa, các nhà điện ảnh Trung Quốc mới được gửi sang Moskva để đào tạo với sự giúp đỡ của điện ảnh Liên Xô. Năm 1956, Học viện Điện ảnh Bắc Kinh được thành lập. Điện ảnh Trung Quốc cũng bắt đầu tìm được bản sắc riêng với các bộ phim về đề tài lịch sử hoặc dựa theo các tiểu thuyết, điển tích cũ, tiêu biểu là bộ phim hoạt hình nổi tiếng Đại náo thiên cung (大鬧天宮, 1961). Bộ phim cực ăn khách này được thực hiện bởi Vạn Lại Minh, cha đẻ của nền phim hoạt hình Trung Quốc. Một nhân vật tiêu biểu khác của điện ảnh Trung Quốc thời gian này là Tạ Tấn, đạo diễn của bộ phim Hồng sắc nương tử quân (红色娘子军, 1961).

### Thập niên 1960 đến 1980: Cách mạng văn hóa và giai đoạn kế tiếp
Năm 1966, Cách mạng văn hóa bùng nổ đã đưa cả nền văn hóa Trung Quốc, trong đó có điện ảnh, rơi vào chỗ khủng hoảng nặng nề. Gần như toàn bộ các tác phẩm điện ảnh bị cấm lưu hành, chỉ có rất ít các bộ phim mới được sản xuất (trong đó có phiên bản vũ kịch của Hồng sắc nương tử quân năm 1971). Nền điện ảnh của Trung Quốc đại lục gần như chững lại trong giai đoạn 1967-1972, việc làm phim chỉ bắt đầu được khởi động trở lại sau khi Bè lũ bốn tên bị xét xử và chỉ thực sự hoạt động bình thường từ năm 1976.
Trong thập niên 1980, công nghiệp điện ảnh Trung Quốc gặp khó khăn trước sự cạnh tranh từ các loại hình giải trí khác trong khi những bộ phim có tính giải trí cao (như phim kinh dị hoặc phim võ thuật) lại rất khó vượt qua được sự kiểm duyệt của chính quyền. Vì vậy để thu hút công chúng, các nhà điện ảnh Trung Quốc tập trung khai thác đề tài xã hội mà tiêu biểu là các bi kịch trong giai đoạn Cách mạng văn hóa trước đó cũng như di chứng của cuộc biến động này. Bộ phim đáng chú ý nhất theo thể loại này là bộ phim của đạo diễn Tạ Tấn, Phù Dung trấn (芙蓉镇, 1986), bộ phim đã đưa Khương Văn và Lưu Hiểu Khánh trở thành các ngôi sao điện ảnh mới của Trung Quốc.

### Thập niên 1980 và 1990: Sự nổi lên của các đạo diễn Thế hệ thứ 5
Từ nửa cuối thập niên 1980, điện ảnh Trung Quốc bắt đầu thực sự khởi sắc với các đạo diễn Thế hệ thứ 5, những người mới tốt nghiệp Học viện Điện ảnh Bắc Kinh thời gian trước đó (phần lớn là năm 1982). Có thể kể tới các đạo diễn Trần Khải Ca, Trương Nghệ Mưu, Trương Quân Chiêu và Điền Tráng Tráng. Họ là thế hệ nhà làm phim đầu tiên tốt nghiệp sau Cách mạng văn hóa và đã sớm khẳng định được mình bằng phong cách làm phim và đề tài mang tính đột phá. Hai bộ phim mở đầu cho thành công của thế hệ đạo diễn này là Nhất cá hòa bát cá (一个和八个, 1983, do Trần Đạo Minh thủ vai chính) của Trương Quân Chiêu và Hoàng thổ (黄土地, 1984, bộ phim xếp thứ 4 trong danh sách phim tiếng Hoa hay nhất 100 năm qua) của Trần Khải Ca. Nhà quay phim cho cả hai bộ phim này là Trương Nghệ Mưu, người sau đó cũng có những thành công của riêng mình với Cao lương đỏ (红高粱, 1987), Cúc Đậu (菊豆, 1989) và Đèn lồng đỏ treo cao (大红灯笼高高挂, 1991). Không chỉ thành công trong nước, các đạo diễn này còn giành rất nhiều giải thưởng lớn tại các liên hoan phim uy tín, Cao lương đỏ của Trương Nghệ Mưu giành giải Gấu bạc tại Liên hoan phim Berlin, Thu Cúc đi kiện (秋菊打官司, 1992) cũng của Trương Nghệ Mưu giành giải Sư tử vàng tại Liên hoan phim Venezia và đặc biệt Bá Vương biệt cơ (霸王別姬, 1993) của Trần Khải Ca đã giành giải Cành cọ vàng tại Liên hoan phim Cannes.
Cùng với các đạo diễn thế hệ thứ 5, một thế hệ ngôi sao điện ảnh mới của Trung Quốc cũng thực sự khẳng định được vị trí của mình. Tiêu biểu trong số này là Củng Lợi, nữ diễn viên đóng vai chính trong hầu hết các bộ phim của Trương Nghệ Mưu hay Khương Văn, người sau này cũng trở thành một đạo diễn xuất sắc của điện ảnh Trung Quốc.

### Thập niên 1990 đến nay: Thế hệ thứ 6 và nền công nghiệp điện ảnh
Giữa thập niên 1990, thế hệ đạo diễn tiếp theo của Trung Quốc, thế hệ thứ 6, bắt đầu thể hiện khả năng với các bộ phim mang đề tài hiện thực và cách nhìn mới mẻ về một xã hội Trung Quốc đang phát triển nhanh chóng. Tác phẩm tiêu biểu của thế hệ thứ 6 có thể kể tới Xe đạp Bắc Kinh (十七岁的单车, 2001) của Vương Tiểu Suất, Đông cung Tây cung (東宮西宮, 1996) của Trương Nguyên, Sông Tô Châu (苏州河, 2000) của Lâu Diệp.
Cùng với việc Hồng Kông trở về với Trung Quốc năm 1997 và sự phát triển kinh tế của Trung Quốc đại lục, bốn nền điện ảnh tiếng Hoa bắt đầu có những tác phẩm hợp tác, đặc biệt là về đề tài phim lịch sử và phim kiếm hiệp vốn là sở trường của điện ảnh Trung Quốc ngay từ thời kỳ đầu. Năm 1999, tác phẩm hợp tác Ngọa hổ tàng long (臥虎藏龍) với đạo diễn Lý An người Đài Loan, được quay ở Trung Quốc, có dàn diễn viên nổi tiếng đến từ cả ba khu vực như Châu Nhuận Phát (Hồng Kông), Chương Tử Di (Trung Quốc) và Trương Chấn (Đài Loan), đã thành công vang dội trên thị trường quốc tế và giúp điện ảnh ba khu vực này tìm được hướng đi mới, đó là các bộ phim kiếm hiệp pha trộn lịch sử có tính thương mại cao và tận dụng thế mạnh của mỗi nền điện ảnh. Năm 2002 bộ phim Anh hùng (英雄) của Trương Nghệ Mưu theo hướng đi mới này đã thành công và đánh dấu sự hình thành của ngành công nghiệp điện ảnh mới ở Trung Quốc. Lấy bối cảnh lịch sử đời Tần Thủy Hoàng với rất nhiều cảnh quay đẹp ở Trung Quốc và dàn diễn viên toàn sao như Lý Liên Kiệt, Chương Tử Di, Trương Mạn Ngọc, Lương Triều Vĩ, Anh hùng đã phá kỷ lục doanh thu ở Trung Quốc, đồng thời đạt được doanh thu rất cao ở châu Á và thậm chí là thị trường phim Mỹ.
Cùng với sự phát triển kinh tế xã hội Trung Quốc, nền điện ảnh cũng phát triển theo, do đó ngày càng nhiều nhà làm phim, chuyên viên điện ảnh, đạo diễn và tài tử Hồng Kông, Đài Loan chuyển sang thị trường Trung Quốc tập trung lập nghiệp, trong đó những trường hợp tài năng của họ một số người không được phát triển đúng mức ở môi trường cũ, khi sang Đại Lục thì trở thành minh tinh hạng A nổi tiếng, như trường hợp của ca sĩ Đài Loan Hoắc Kiến Hoa. Hiện tượng này góp phần làm thăng tiến cho phim ảnh Trung Quốc đại lục, nhưng đồng thời cũng khiến cho điện ảnh các quốc gia và vùng lãnh thổ Hoa ngữ khác bị thoái trào, bởi các tài năng đều chuyển sang Trung Quốc lập nghiệp, đưa đến hiện tượng chảy máu chất xám trong lĩnh vực điện ảnh. Một trường hợp khác là nhà sản xuất, đạo diễn nổi tiếng Lý Quốc Lập của TVB Hồng Kông từ chối ký gia hạn hợp đồng mà chuyển sang làm việc cho hãng phim Thượng Hải Đường Nhân ở Trung Quốc, sau nổi danh với loạt phim Tiên Kiếm Kỳ Hiệp truyện.
Điện ảnh và làng giải trí ở thị trường Trung Quốc là nơi rất khó chen chân vào cạnh tranh, vì có quá nhiều đối thủ cạnh tranh, dự án, hãng phim, đài truyền hình lớn, diễn viên tiềm năng, học viện điện ảnh. Tuy vậy, cũng vì sự phong phú này mà mở ra càng nhiều đất diễn và cơ hội phát triển cho các quốc gia châu Á khác. Gần đây, nhiều tài tử Hàn Quốc, Nhật Bản cũng tham gia các dự án phim của Đại Lục.